# Веснино (Логойський район)
Веснино — (біл. вёска Весніно), село (веска) в складі Логойського району розташоване в Мінській області Білорусі, підпорядковане Острошицькій сільській раді.
Село Веснино розташоване в центральних районах Білорусі, у північній частині Мінської області на минской возвышенности - орієнтовне розташування.